# Milford (Kansas)
Milford es una ciudad ubicada en el condado de Geary en el estado estadounidense de Kansas. En el año 2010 tenía una población de 530 habitantes y una densidad poblacional de 1.325 personas por km².

## Geografía
Milford se encuentra ubicada en las coordenadas 39°10′24″N 96°54′42″O / 39.17333, -96.91167 (39.173454, -96.911650).

## Demografía
Según la Oficina del Censo en 2000 los ingresos medios por hogar en la localidad eran de $33,750 y los ingresos medios por familia eran $40,000. Los hombres tenían unos ingresos medios de $29,583 frente a los $16,250 para las mujeres. La renta per cápita para la localidad era de $14,246. Alrededor del 8.1% de la población estaban por debajo del umbral de pobreza.